# Homotherium serum
Homotherium serum es una especie extinta de félidos de dientes de sable del género Homotherium, que se sitúa en Texas durante el Pleistoceno.
Los restos encontrados en la cueva de Friesenhahn apuntan a que una de las presas preferidas de este félido eran los jóvenes mamuts, donde se hallaron más de 300 colmillos pertenecientes a especímenes jóvenes de este paquidermo extinto. No cabe duda de que los pequeños mamuts fueron cazados y arrastrados hasta allí por H. serum, pues junto a ellos fueron hallados restos de esqueletos de unos 19 adultos y 13 jóvenes homoterios, que indican que la cueva fue utilizada como refugio por los félidos.
En el verano de 1949 se realizaron en la cueva de Friesenhahn las excavaciones que darían lugar a estos descubrimientos. Los responsables fueron un grupo científicos del Museo Arqueológico de Texas, entre ellos, Glen L. Evans y Grayson E. Meade. Se estima que los restos datan de hace 20.000 años aproximadamente.